# Histoire du monde
Histoire du monde (französisch für „Weltgeschichte“) ist eine in verschiedene Einzelwerke untergliederte französischsprachige Darstellung der Welt- bzw. Menschheitsgeschichte, die von 1922 bis 1948 in Paris bei Éditions de Boccard erschien, der Großteil bereits in den 1920er und 1930er Jahren vor dem Zweiten Weltkrieg. Die Reihe wurde nicht vollständig abgeschlossen. Einige der führenden Fachvertreter haben an ihr mitgewirkt. Sie wurde unter der Direktion des Historikers Eugène Cavaignac (1876–1969), Professor an der Universität Straßburg, publiziert, der auch verschiedene Bände zu der Reihe beisteuerte.

## Konzeption
Der plan général des Werkes wurde den einzelnen Bänden vorangestellt:

« Les travaux encyclopédiques ayant pour objet de tenir les étudiants et le grand public courant du progrès des connaissances historiques ont, d'une manière générale, subordonné plus ou moins strictement l'histoire du Monde à l'histoire de l'Europe, et l'histoire du passé à celle de l'époque la plus immédiatement contemporaine. Il nous a paru bon pourtant, qu'une fois au moins l'histoire du Monde fût présentée dans ses proportions justes, en faisant aux civilisations exotiques la place correspondant à l'importance réelle quelles ont eue dans le passé ; c’est la seule manière d'apprécier objectivement la valeur de la civilisation européenne actuellement dominant. Tel a été le plan général de M. Cavaignac et de ses collaborateurs. »

„Die enzyklopädischen Arbeiten, die zum Ziel haben, den Studierenden und die breite Öffentlichkeit über den Fortschritt des historischen Wissens informiert zu halten, haben die Weltgeschichte in der Regel mehr oder weniger streng der Geschichte Europas untergeordnet, und Geschichte der Vergangenheit derjenigen der der unmittelbaren Gegenwart vorangegangenen Epoche. Wir hielten es trotzdem für gut, dass die Weltgeschichte wenigstens einmal in ihren wahren Proportionen präsentiert wird, um exotischen Kulturen den ihnen nach ihrer Bedeutung gebührenden Platz zu geben, den sie in der Vergangenheit gehabt haben; dies ist die einzige Art und Weise, um den Wert der derzeit dominierenden europäischen Zivilisation/Kultur objektiv zu beurteilen. Dies war der allgemeine Plan von Monsieur Cavaignac und seinen Mitarbeitern.“

Den Schlusspunkt in der Gesamtanlage des Werkes bilden die Bände zur „modernen europäischen Zivilisation/Kultur“ (La civilisation européenne moderne). Hélène Metzger, die Verfasserin von Band 13,4 zur Chemie, starb in Auschwitz oder auf dem Weg dorthin; Henri Maspero, Verfasser der Monographie über das Alte China, in Buchenwald.

## Übersicht
(Die Überschriften/Titel wurden zusätzlich ins Deutsche übersetzt. Viele der Bände sind inzwischen digitalisiert im Internet Archive u. a. zugänglich.)
I. Prolégomènes / Prolegomena
- 1 [Introduction à l’Histoire du monde: Plan général de l’ouvrage] / Einführung in die Weltgeschichte. Zur Anlage des Werkes. Eugène Cavaignac (Professor an der Universität Straßburg). 1922; Textarchiv – Internet Archive.

II. Le monde méditerranéen jusqu'au IVe siècle avant J.-C. / Die Welt des Mittelmeeres bis zum 4. Jh. v. Chr.
- 2 Le monde méditerranéen jusqu'au IVe siècle avant J.-C. / Die Welt des Mittelmeeres bis zum 4. Jh. v. Chr. Eugène Cavaignac (Professor an der Universität Straßburg). 1929; Textarchiv – Internet Archive

III. L’Inde jusque vers 300 avant J.-C. / Indien bis 300 v. Chr.
- 3 Indo-européens et Indo-iraniens: L’Inde jusque vers 300 av. J.-C. / Indo-Europäer und Indo-Iranier: Indien bis 300 v. Chr. Louis de La Vallée-Poussin (Professor an der Universität Gent). Nouvelle Édition. 1936; Textarchiv – Internet Archive

IV. La Chine jusque vers 200 avant J.-C. / China bis 300 v. Chr.
- 4 La Chine antique / Das Alte China. Henri Maspero (Professor am Collège de France). 1927; Textarchiv – Internet Archive. Nouvelle édition. 1955

V. Le monde méditerranéen du IVe siècle avant J.-C. au Ve siècle après J.C. / Die Welt des Mittelmeeres vom 4. Jh. v. Chr. bis ins 5. Jh. n. Chr.
- 5,1 La Paix romaine / Die Pax Romana. Eugène Cavaignac (Professor an der Universität Straßburg). 1928; Textarchiv – Internet Archive
- 5,2 L’Empire romain et l’Église / Das Römische Reich und die Kirche. Jacques Zeiller. 1928

VI. L’Inde et la Chine jusqu'a l’époque des pélérins bouddhistes et les peuples turcs / Indien und China bis in die Zeit der buddhistischen Pilger und der Turkvölker
- 6,1 L’Inde aux temps des Mauryas et des Barbares, Grecs, Scythes, Parthes et Yue-Tchi / Indien zu den Zeiten der Mauryas und der Barbaren, Griechen, Skythen, Parther und Yue-Tchi. Louis de La Vallée-Poussin. 1930
- 6,2 Dynasties et histoire de l’Inde depuis Kanishka jusqu'aux invasions musulmanes / Dynastien und Geschichte Indiens von Kanishka bis zu den muslimischen Invasionen. Louis de La Vallée-Poussin. 1935

VII. Chrétienté et Islam / Christentum und Islam
- 7,1 Le Monde musulman et byzantin jusqu'aux croisades / Die muslimische und die byzantinische Welt bis zu den Kreuzzügen. Maurice Gaudefroy-Demombynes (Professor an der École des Langues Orientales) und La Russie chrétienne / Das christliche Russland. Sergej F. Platonov (Mitglied der Russischen Akademie der Wissenschaften). 1931; Textarchiv – Internet Archive / Textarchiv – Internet Archive
- 7,2 La Chrétienté médiévale (395–1254) / Christliches Mittelalter (395–1254). Augustin Fliche (Professor an der Universität Montpellier). 1929; Textarchiv – Internet Archive

VIII. L’Inde et la Chine médiévale et les Mongols / Indien und mittelalterliches China und die Mongolen
- 8,1 L’Inde du VIIe au XVIe Siècle / Indien vom 7. bis 14. Jahrhundert. Ishwari Prasad (Professor an der Universität Allahabad). 1930; Textarchiv – Internet Archive
- 8,2 Les États hindouisés d’Indochine et d’Indonésie / Die hinduisierten Staaten Indochinas und Indonesiens. Georges Coedès. 1948
- 8,3.1 L’Empire mongol (1re partie) / Das Mongolische Reich (1. Teil). René Grousset. 1941
- 8,3.2 L’Empire mongol (2e phase) / Das Mongolische Reich (2. Phase). Lucien Bouvat (Bibliothekar der Société asiatique). 1927; Textarchiv – Internet Archive
- 8,4 La Russie moscovite / Das moskowitische Russland. Sergej F. Platonov (Mitglied der Russischen Akademie der Wissenschaften). 1932; Textarchiv – Internet Archive

IX. L’Amérique pré-colombienne / Das präkolumbianische Amerika
- 9 L’Amérique pré-colombienne et la conquête européenne / Präkolumbianisches Amerika und europäische Eroberung. Louis Langlois 1928; Textarchiv – Internet Archive

X. L’hégémonie européenne: période italo-espagnole / Europäische Hegemonie: Die italienisch-spanische Zeit.
- 10 L’hégémonie européenne: période italo-espagnole / Europäische Hegemonie: Die italienisch-spanische Zeit. Herman Van der Linden[3] (Professor an der Universität Lüttich). 1936.*

X./XI. Introduction: Politique mondiale (1492–1757) / Einführung: Weltpolitik (1492–1757). Eugène Cavaignac (Professor an der Universität Straßburg). 1934 (Textarchiv – Internet Archive)
XII. L’hégémonie européenne, periode anglo-allemande / Europäische Hegemonie, Die anglo-deutsche Zeit
- 12,1 Le monde anglo-saxon au XIXe siècle / Die angelsächsische Welt bis ins 19. Jahrhundert. Paul Vaucher. 1926; Textarchiv – Internet Archive
- 12,2 L’Empire allemand 1871–1900 / Das Deutsche Reich 1871–1900. Edmond Vermeil 1926; Textarchiv – Internet Archive

XIII. La civilisation européenne moderne / Die moderne europäische Zivilisation/Kultur
- 13,1 Les arts plastiques de 1500 à 1815 / Bildende Künste von 1500 bis 1815. Samuel Rocheblave. 1928.
- 13,2 La musique / Musik. Lucien Chevaillier (Professor an der École Normale de Musique de Paris). 1928; Textarchiv – Internet Archive
- 13,3 Les sciences exactes / Exakte Wissenschaften. Joseph Pérès (Professor an der Universität Aix-Marseille). 1930; Textarchiv – Internet Archive
- 13,4 La chimie / Chemie. Hélène Metzger. 1930; Textarchiv – Internet Archive
- 13,5 La biologie / Biologie. Léo Ambard. 1930

geplante Bände waren laut Angaben in Band 7,1 aus dem Jahr 1931 (Textarchiv – Internet Archive):
- L’Électricité / Elektrizität (Parodi)
- L’État / Der Staat (Bourgin)

## Verschiedenes
Ein bei Erscheinen von Band 7,1 (1931) noch geplanter Band XI. L’hégémonie européenne: période française (Europäische Hegemonie: Die französische Zeit) ist nicht mehr erschienen, er wurde 1934 durch die Einführung: Weltpolitik (1492–1757) (einen Doppelband X/XI) von Eugène Cavaignac ersetzt, obwohl ein Band X bereits vorlag.
Cavaignac stellte dem ersten Band der Reihe seine Widmung voran: "A la mémoire de mon ancien maître P. Vidal de la Blache" (Dem Andenken meines alten Meisters P. Vidal de la Blache).
Neuere Auflagen sind zum Teil bei der Presses Universitaires de France (PUF) erschienen.